# Georg Dahlin
Georg Ludvig Dahlin, född 4 oktober 1889 i Helsingborg, död där 12 juli 1979, var en svensk författare. Pseudonym: J. L. Kessel.

## Biografi
Georg Dahlin var son till bagarmästaren Erik Victor Dahlin och Mathilda Persson. Efter studentexamen 1910 och handelsexamen 1912 var Dahlin verksam som direktör i Helsingborg. Han grundade tillsammans med sin hustru stiftelsen Hilda och Georg Dahlins stiftelse. Makarna Dahlin är begravda på Donationskyrkogården i Helsingborg.

### Redaktör
- Forsberg, Nils (1929). Mitt liv. Stockholm: Bonnier. Libris 8218648
- Lindberg, Sigge (1932). Mitt liv mellan stolparna : något om nationell och internationell fotboll mellan 1910 och 1930. Stockholm: Seelig. Libris 1347911
- Nordfeldt, Peter (1945). Peter Nordfeldt : en djupvattenssjöman  : gamla papper och anteckningar bearbetade / av Georg L. Dahlin. Hälsingborg: [Killbergs bokh.]. Libris 1412173